# Lara Gut-Behrami
Lara Gut-Behrami, född Lara Gut den 27 april 1991 i Sorengo, är en schweizisk alpin skidåkare som tävlat i världscupen sedan 2007/2008.
Gut deltog vid junior-VM 2007 där hon slutade på andra plats i störtlopp. Hon gjorde sin första start i världscupen i december 2007 i storslalom. Sin första start i störtlopp gjorde hon 2 februari 2008 i Sankt Moritz i Schweiz där hon slutade trea. Detta trots ett fall precis före mållinjen. Gut-Behrami har hittills i sin karriär trettiotvå världscupsegrar i olika discipliner. Den senaste tog hon i störtlopp den 27 februari 2021 i Val di Fassa.
Gut tog sin första mästerskapsmedalj i VM i Val d'Isère 2009 i superkombination. Hon kom tvåa, 56 hundradelar efter österrikiskan Kathrin Zettel.
Under OS i Sochi kom Gut på tredje plats i störtloppet efter Tina Maze och landsmaninnan Dominique Gisin som delade på segern.
I världscupen säsongen 2013/2014 tog Gut totalt sju segrar (fyra i Super-G, två i störtlopp och en i storslalom) och slutade trea i totala världscupen och etta i Super-G-cupen.
Säsongen 2015/2016 vann hon den totala världscupen och Super-G-cupen.
Vid världsmästerskapen 2017 i Sankt Moritz slutade hon på en tredjeplats i super-G. Tre dagar senare vid dessa mästerskap skadades hon vid tävlingen i alpin kombination; hon genomförde störtloppsdelen, men i ett provåk inför slalomdelen kraschade hon vilket resulterade i att hon slet av korsbandet. Återstoden av den säsongen blev för henne därmed spolierad.
Lara Gut gifte sig den 11 juli 2018 med fotbollsspelaren Valon Behrami.
Den 9 februari 2021 under VM i Cortina tog Gut-Behrami sitt första mästerskapsguld när hon vann Super-G tävlingen, hon tog senare även guld i storslalom och ett brons i störtlopp.
Den 26 juni 2025 meddelade hon att hon avslutar karriären efter säsongen 2025–2026.

## Världscupsegrar
| Nr | Datum            | Plats                 | Disciplin        |
| -- | ---------------- | --------------------- | ---------------- |
| 1  | 20 december 2008 | Sankt Moritz          | Super-G          |
| 2  | 9 januari 2011   | Altenmarkt-Zauchensee | Super-G          |
| 3  | 14 december 2012 | Val-d'Isère           | Störtlopp        |
| 4  | 26 oktober 2013  | Sölden                | Storslalom       |
| 5  | 29 november 2013 | Beaver Creek          | Störtlopp        |
| 6  | 30 november 2013 | Beaver Creek          | Super-G          |
| 7  | 8 december 2013  | Lake Louise           | Super-G          |
| 8  | 26 januari 2014  | Cortina d'Ampezzo     | Super-G          |
| 9  | 12 mars 2014     | Lenzerheide           | Störtlopp        |
| 10 | 13 mars 2014     | Lenzerheide           | Super-G          |
| 11 | 7 december 2014  | Lake Louise           | Super-G          |
| 12 | 24 januari 2015  | Sankt Moritz          | Störtlopp        |
| 13 | 28 november 2015 | Aspen                 | Storslalom       |
| 14 | 18 december 2015 | Val-d'Isère           | Superkombination |
| 15 | 19 december 2015 | Val-d'Isère           | Störtlopp        |
| 16 | 28 december 2015 | Lienz                 | Storslalom       |
| 17 | 7 februari 2016  | Garmisch              | Super-G          |
| 18 | 19 februari 2016 | La Thuile             | Störtlopp        |
| 19 | 22 oktober 2016  | Sölden                | Storslalom       |
| 20 | 5 december 2016  | Lake Louise           | Super-G          |
| 21 | 18 december 2016 | Val-d'Isère           | Super-G          |
| 22 | 22 januari 2017  | Garmisch              | Super-G          |
| 23 | 28 januari 2017  | Cortina d’Ampezzo     | Störtlopp        |
| 24 | 21 januari 2018  | Cortina d’Ampezzo     | Super-G          |
| 25 | 21 februari 2020 | Crans-Montana         | Störtlopp        |
| 26 | 22 februari 2020 | Crans-Montana         | Störtlopp        |
| 27 | 10 januari 2021  | St. Anton             | Super-G          |
| 28 | 24 januari 2021  | Crans-Montana         | Super-G          |
| 29 | 30 januari 2021  | Garmisch              | Super-G          |
| 30 | 1 februari 2021  | Garmisch              | Super-G          |
| 31 | 26 februari 2021 | Val di Fassa          | Störtlopp        |
| 32 | 27 februari 2021 | Val di Fassa          | Störtlopp        |

## Övriga meriter
- Vinnare av totala världscupen 2015/2016.
- Vinnare av Super-G-cupen 2013/2014, 2015/2016 och 2020/2021.